# Vietnámi labdarúgó-szövetség
Vietnámi labdarúgó-szövetség (Vietnámiul: Liên Đoàn Bóng Đá Việt Nam [VFF]).

## Történelme
1962 alapították. 1964-től a Nemzetközi Labdarúgó-szövetségnek (FIFA) és az Ázsiai Labdarúgó-szövetségnek (AFC) tagja. Fő feladata a nemzetközi kapcsolatokon kívül, a  Vietnámi labdarúgó-válogatott férfi és női ágának, a korosztályos válogatottak illetve a nemzeti bajnokság szervezése, irányítása. A működést biztosító bizottságai közül a Játékvezető Bizottság (JB) felelős a játékvezetők utánpótlásáért, elméleti (teszt) és cooper (fizikai) képzéséért.

## Elnökök
- Trịnh Ngọc Chữ (1989-1991)
- Dương Nghiệp Chí (acting, 1991-1993)
- Đoàn Văn Xê (1993-tháng 10)
- Mai Văn Muôn (1997-2001)
- Hồ Đức Việt (2001-2003)
- Mai Liêm Trực (2003-2005)
- Nguyễn Trọng Hỷ (2005- )